# Marco Bonometti
Marco Bonometti (Rezzato, 6 settembre 1954) è un imprenditore italiano, presidente ed amministratore delegato di Officine Meccaniche Rezzatesi, gruppo industriale specializzato nella componentistica per automobili.

## Biografia
Grande appassionato di nuoto, da giovane Bonometti è stato il primo nuotatore bresciano a completare i 100 m stile libero in meno di un minuto.
Marco Bonometti rappresenta la terza generazione di una famiglia di imprenditori, nella cui azienda situata a Rezzato comincia a lavorare nel 1977, parallelamente agli studi al Politecnico di Milano conclusi con una laurea in Ingegneria meccanica. L'azienda di famiglia è la OMR, fondata nel 1919 dal nonno materno Francesco Tirini e dal fratello di quest'ultimo Battista Tirini sotto la ragione sociale "F.lli Tirini"; si occupava della costruzione di macchine per la lavorazione del marmo ed assunse la denominazione attuale nel 1955 quando cominciò ad occuparsi di lavorazioni meccaniche per veicoli industriali. Il padre, Carlo Bonometti, morì quando Marco aveva soltanto 23 anni ed era ancora studente.
Sotto la guida di Marco Bonometti la OMR si specializza in componentistica per autovetture e veicoli industriali (motore, trasmissione, telaio e sospensioni) e, a partire dal 1998, si internazionalizza con l'apertura di due nuovi siti di produzione in Brasile e di uno in Marocco, poi nel 2007 con l'apertura di uno stabilimento in India e uno in Cina l'anno seguente. Anche in Italia viene accresciuto il numero di stabilimenti, fino ad arrivare a dieci, situati in Lombardia, Emilia-Romagna, Trentino, Abruzzo, Piemonte. Nel 2017 viene aperto uno stabilimento negli Stati Uniti, a Indianapolis.
Oltre ad essere amministratore delegato delle aziende del gruppo è fondatore e presidente di Banca Santa Giulia e vicepresidente e amministratore delegato delle case di cura Villa Gemma - Villa Barbarano e Dominato Leonense.
Bonometti è stato impegnato a livello locale nell'ambito delle associazioni di categoria (presidenza del Gruppo Giovani Industriali AIB, vice presidenza dell'Associazione Industriale Bresciana, presidenza del pala EIB (Ente Fiera)), in quello sportivo (presidenza della Società Sportiva Leonessa, presidenza dell'Associazione Nuotatori Brescia), in quello della promozione del territorio (consigliere del Museo dell'industria e del lavoro, del Museo delle Mille Miglia e della Fondazione Comunità Bresciana) ed in quello del sociale (realizzazione del nuovo Liceo Luzzago di Brescia, opere di modernizzazione degli oratori).
Ottiene nel 2004 il premio "La Lombardia per il lavoro", nel 2006 il Podio Ferrari-Eccellenza Italiana, nel 2009 l'Awards Cina "Per l'Investimento" e nel 2011 il Podio Ferrari-Premio del Presidente.
Dal 2011 la OMR è main sponsor della Associazione Nuotatori Brescia, squadra di pallanuoto della Serie A1.
Il 31 maggio 2012 è stato nominato Cavaliere del Lavoro dal Presidente della Repubblica.
Nel 2013, dopo aver vinto le primarie virtuali del quotidiano on line Bsnews, si candida alla presidenza dell'Associazione Industriale Bresciana e viene eletto alla presidenza per il quadriennio 2013-2017 con una scelta che viene giudicata di rottura con il passato.
Nel febbraio 2015, col suo contributo, salva dal fallimento il Brescia Calcio, retrocesso a maggio in Lega Pro ma poi ripescato in Serie B.
Nel 2017 è eletto presidente di Confindustria Lombardia per il quadriennio 2017-2021.
Il 15 maggio 2019 Bonometti viene indagato per finanziamento illecito insieme all’europarlamentare di Forza Italia Lara Comi nella maxi indagine della Dda di Milano sulla presunta rete di corruzione che otto giorni prima aveva portato a 43 misure cautelari: all’imprenditore viene contestato un finanziamento da 31.000 euro a un'impresa in cui Comi risulta essere socia.